# Hauffiopteryx typicus
Hauffiopteryx typicus è un rettile marino estinto, appartenente agli ittiosauri. Visse nel Giurassico inferiore (Toarciano, circa 183 - 182 milioni di anni fa) e i suoi resti fossili sono stati ritrovati in Europa (Germania, Lussemburgo e Inghilterra).

## Descrizione
Questo animale è noto per alcuni resti fossili di esemplari giovani e adulti, che permettono di ricostruirne l'aspetto. Doveva essere lungo circa 2,5 metri, e quindi di dimensioni medio-piccole se rapportato agli altri ittiosauri del periodo. Hauffiopteryx possedeva un corpo simile a quello di un tonno, altamente idrodinamico, con quattro arti trasformati in strutture simili a pagaie, piuttosto strette e lunghe. Il muso era particolarmente lungo e sottile, dotato di piccoli denti conici appuntiti, completamente lisci e simili a quelli dell'ittiosauro Leptonectes. Le orbite erano enormi e gli occhi erano protetti da un notevole anello sclerotico. L'osso basioccipitale era insolitamente allungato.
Negli animali giovani il cranio era molto piccolo rispetto alla lunghezza del corpo, ma subiva una forte allometria via via che l'animale cresceva, al contrario della maggior parte degli altri ittiosauri. 

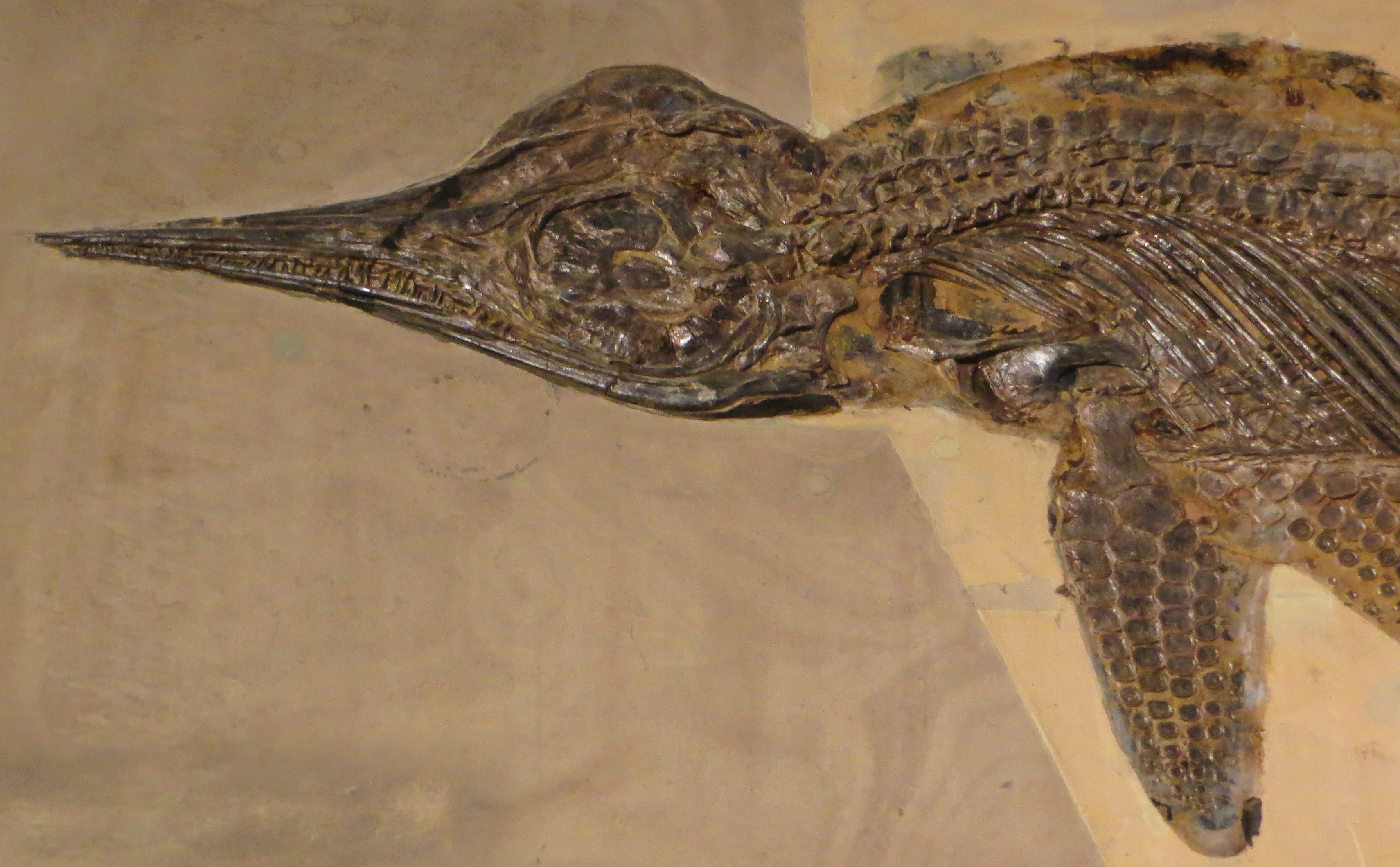
Particolare dello scheletro di Hauffiopteryx typicus

## Classificazione
Hauffiopteryx venne descritto per la prima volta da Michael W. Maisch nel 2008 sulla base di alcuni esemplari precedentemente attribuiti alla specie Stenopterygius hauffianus (attualmente considerata un nomen dubium). Il lectotipo di Hauffiopteryx (GPIT 1491/4) è un esemplare articolato e completo che conserva il cranio e alcune parti di tessuti molli; l'animale era lungo 1,93 metri ed è stato ritrovato negli scisti a Posidonia di Holzmaden, in Germania. Altri esemplari sono stati ritrovati sempre a Holzmaden e a Dudelange, nel Lussemburgo. Ulteriore materiale venne descritto nel 2011, proveniente da Strawberry Bank (Ilminster, Inghilterra). Questi esemplari erano tutti giovani o appena nati, quasi completi e dotati di crani.

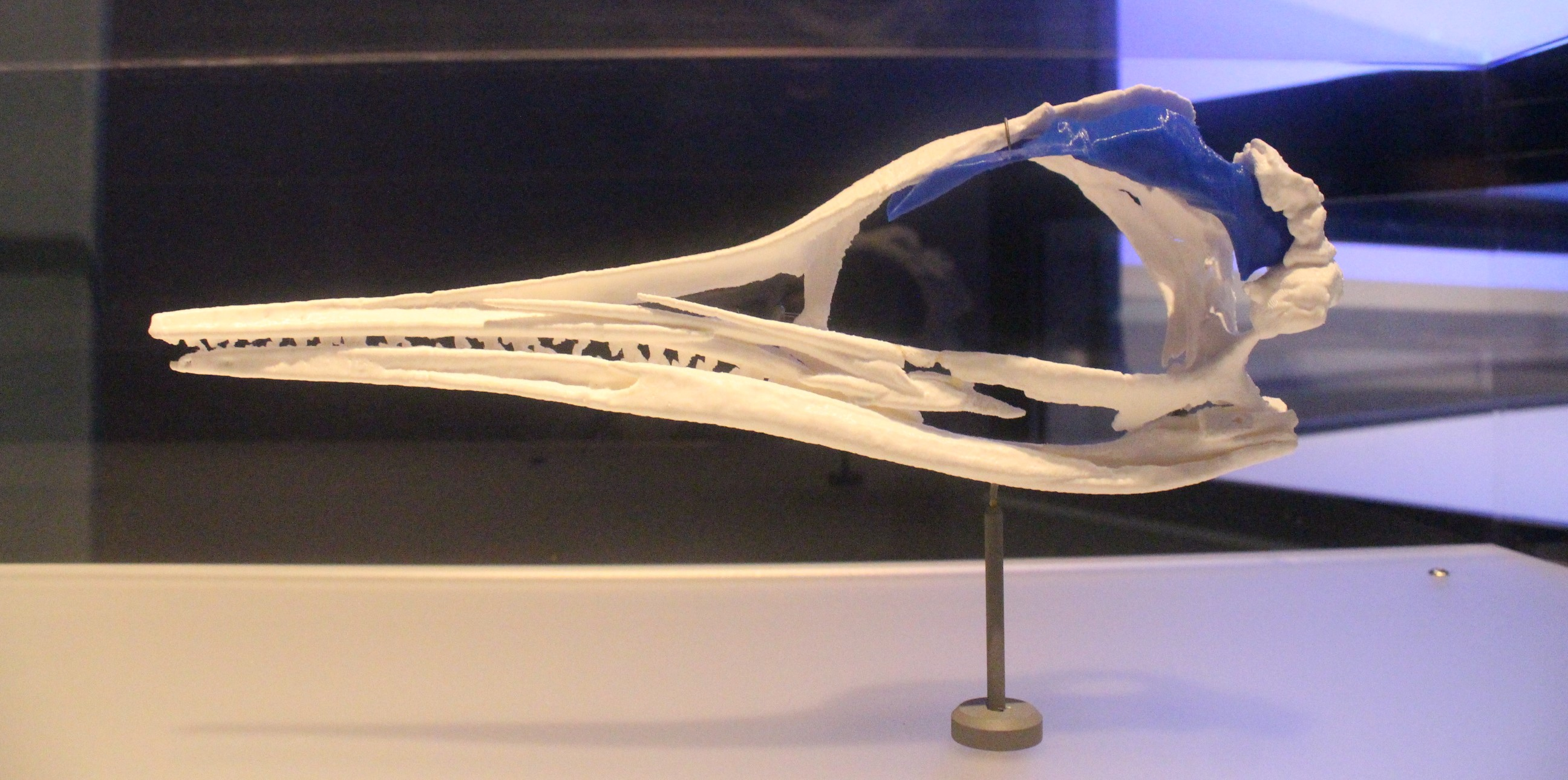
Ricostruzione del cranio di Hauffiopteryx typicus

Sia la descrizione originale che lo studio del 2011 indicarono Hauffiopteryx come il rappresentante più basale degli Eurhinosauria o dei Thunnosauria. Hauffiopteryx venne riconosciuto inizialmente da Friedrich von Huene nel 1931 come una sottospecie di Stenopterygius hauffianus e venne denominato S. hauffianus typica. Maisch, nel 2008, elevò la sottospecie a rango di specie e riconobbe un nuovo genere, Hauffiopteryx. Il nome generico onora la famiglia Hauff di Holzmaden, per il loro lavoro di generazione in generazione atto ad accrescere la conoscenza degli scisti a Posidonia e la loro fauna, in particolare gli ittiosauri.